# Molophilus protervus
Molophilus protervus är en tvåvingeart som beskrevs av Alexander 1961. Molophilus protervus ingår i släktet Molophilus och familjen småharkrankar. Inga underarter finns listade i Catalogue of Life.